# Sentier de grande randonnée de pays de la Champagne berrichonne
Pour les articles homonymes, voir Champagne berrichonne et Champagne.
Ne doit pas être confondu avec Champagne berrichonne (région naturelle).
Le sentier de grande randonnée de pays de la Champagne berrichonne est un itinéraire pédestre (GRP), long d’environ 150 km,, qui parcourt les départements du Cher et de l'Indre.
Il a pour point de départ et d'arrivée Saint-Florent-sur-Cher et il forme une boucle en passant par : Chârost, Issoudun et Reuilly.

## Géographie
Le sentier traverse sur 90 km le département du Cher et sur 60 km le département de l'Indre.
Son altitude maximale est à Diou (176 m) et sont altitude minimale est à Reuilly (107 m).
Il croise ou borde les cours d'eau suivants : Cher, Arnon et Théols.

## Itinéraire

### Communes traversées
| Nom                     | Code Insee | Intercommunalité             | Superficie (km2) | Population (dernière pop. légale) | Densité (hab./km2) |
| ----------------------- | ---------- | ---------------------------- | ---------------- | --------------------------------- | ------------------ |
| Les Bordes              | 36021      | CC du Pays d'Issoudun        | 16,3             | 824 (2022)                        | 51                 |
| Chârost                 | 18055      | CC du Pays d'Issoudun        | 10,97            | 899 (2022)                        | 82                 |
| Diou                    | 36065      | CC du Pays d'Issoudun        | 16,39            | 259 (2022)                        | 16                 |
| Issoudun                | 36088      | CC du Pays d'Issoudun        | 36,6             | 10 953 (2022)                     | 299                |
| Lapan                   | 18122      | CC Arnon Boischaut Cher      | 10,5             | 226 (2022)                        | 22                 |
| Lunery                  | 18133      | CC FerCher - Pays Florentais | 32,87            | 1 522 (2022)                      | 46                 |
| Mareuil-sur-Arnon       | 18137      | CC FerCher - Pays Florentais | 25,89            | 476 (2022)                        | 18                 |
| Morthomiers             | 18157      | CA Bourges Plus              | 14,54            | 815 (2022)                        | 56                 |
| Plou                    | 18181      | CC FerCher - Pays Florentais | 33,21            | 533 (2022)                        | 16                 |
| Poisieux                | 18182      | CC Cœur de Berry             | 10,3             | 217 (2022)                        | 21                 |
| Primelles               | 18188      | CC FerCher - Pays Florentais | 26,57            | 193 (2022)                        | 7,3                |
| Reuilly                 | 36171      | CC du Pays d'Issoudun        | 25,8             | 2 009 (2022)                      | 78                 |
| Saint-Ambroix           | 18198      | CC du Pays d'Issoudun        | 31,22            | 375 (2022)                        | 12                 |
| Saint-Caprais           | 18201      | CC FerCher - Pays Florentais | 14,42            | 757 (2022)                        | 52                 |
| Saint-Florent-sur-Cher  | 18207      | CC FerCher - Pays Florentais | 22,41            | 6 416 (2022)                      | 286                |
| Saint-Georges-sur-Arnon | 36195      | CC du Pays d'Issoudun        | 23,87            | 554 (2022)                        | 23                 |
| Sainte-Lizaigne         | 36199      | CC du Pays d'Issoudun        | 26,36            | 1 109 (2022)                      | 42                 |
| Le Subdray              | 18255      | CA Bourges Plus              | 20,28            | 968 (2022)                        | 48                 |
| Villeneuve-sur-Cher     | 18285      | CC FerCher - Pays Florentais | 26,13            | 403 (2022)                        | 15                 |

### Liaisons avec d'autres sentiers
Le sentier de grande randonnée 41 croise a plusieurs reprises le GRP.

## Tourisme
.
| Communes               | Lieux touristiques |
| ---------------------- | --- |
| Chârost                | Château (XVIe siècle) Église Saint-Michel (XIIe siècle) |
| Diou                   | Église |

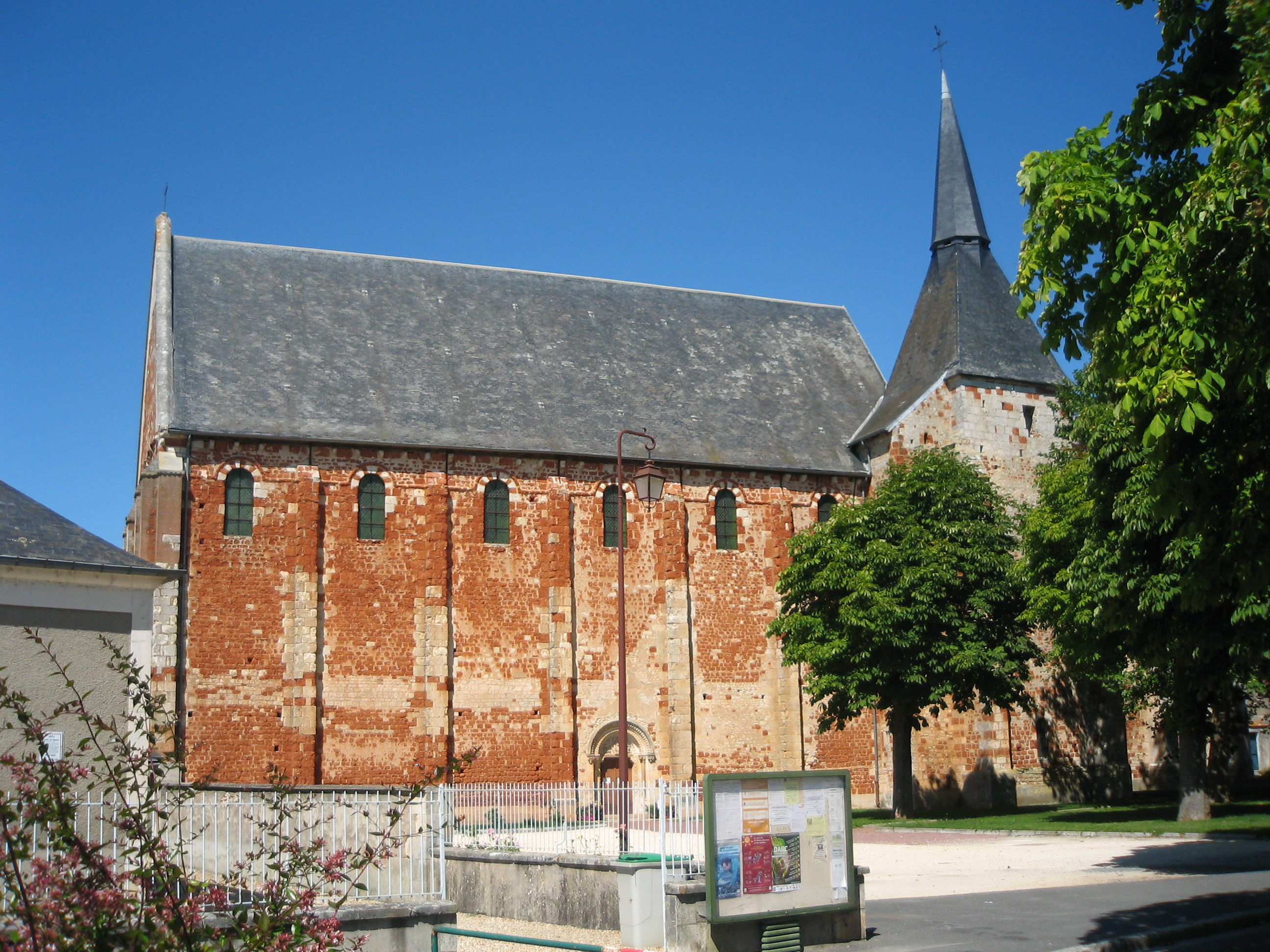
L'église Saint-Michel de Chârost en 2009.

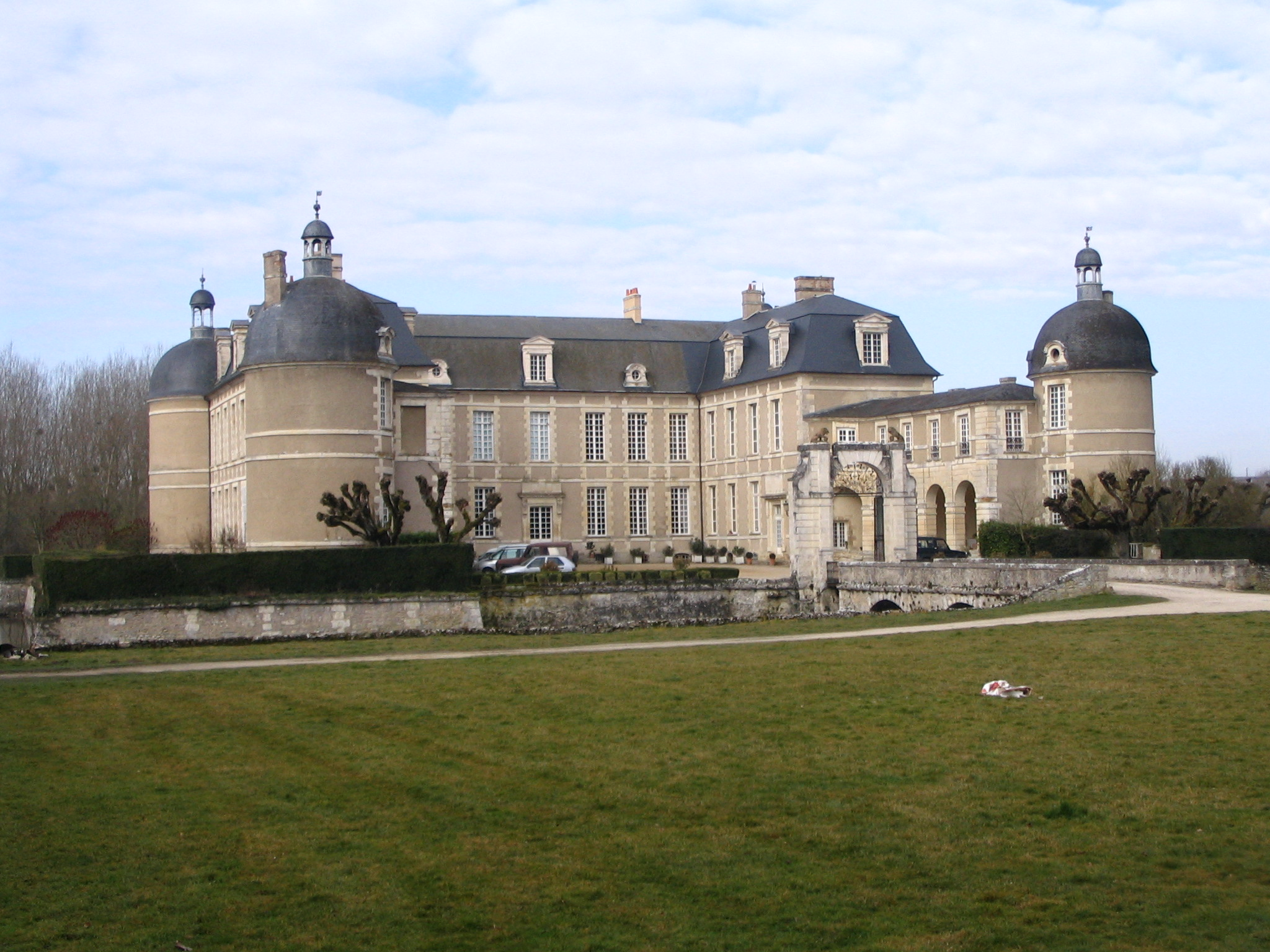
Le château de la Ferté de Reuilly en 2009

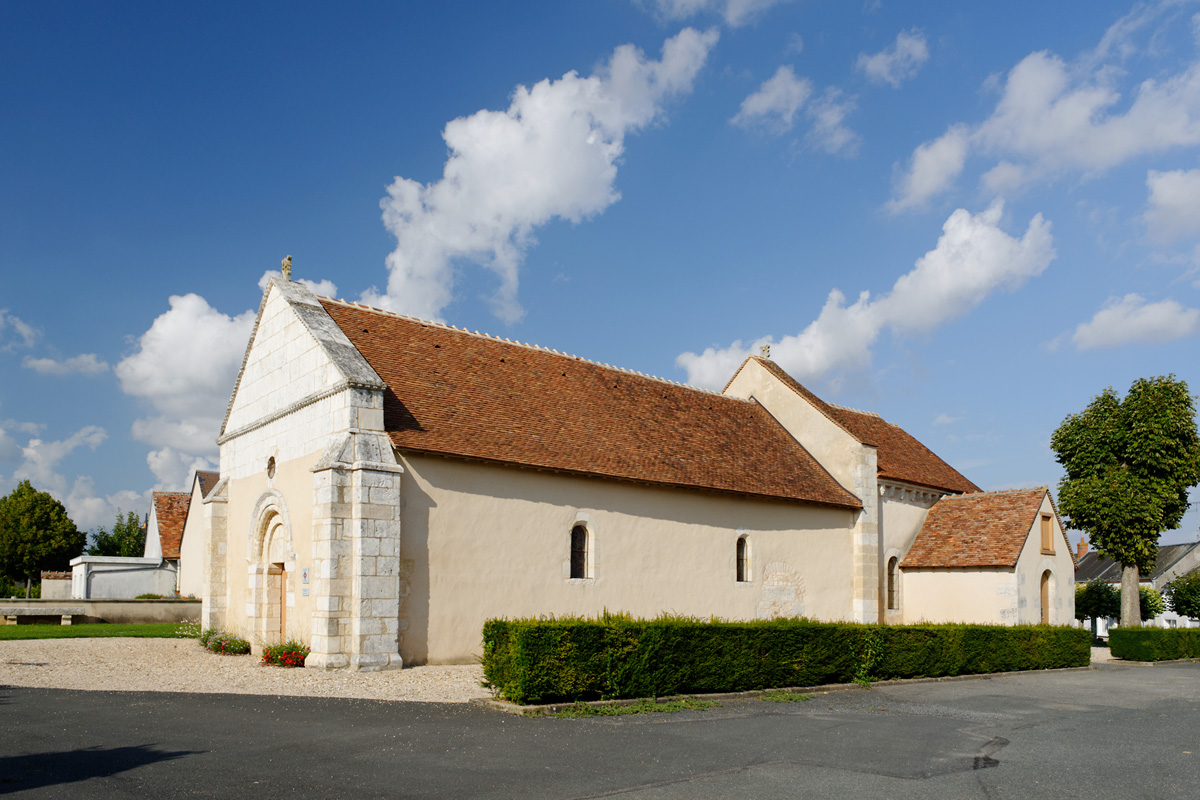
L'église Sainte-Lizaigne de Sainte-Lizaigne en 2011.

| Issoudun               | Tour Blanche et ses remparts Hôtel Dieu (XIIe siècle) Musée de l'Hospice Saint-Roch Quartiers anciens pittoresques                                                     |
| Mareuil-sur-Arnon      | Moulin de Bagnoux |
| Plou                   | Château de Castelnau à Brouillamnon Musée agricole de la ferme Coquin                                                                                                  |
| Reuilly                | Château de la Ferté (XVIIe siècle) Église Saint-Denis (XIe siècle) Musée Paul Surtel Musée de la vigne et du vin Musée de la Champagne berrichonne Vignoble de Reuilly |
| Saint-Florent-sur-Cher | Château (XIe siècle) Viaduc (XIXe siècle) |
| Sainte-Lizaigne        | Église Sainte-Lizaigne |
| Ségry                  | Ancienne abbaye de la Prée |
| Indre (36) Cher (18)   | Vallée du Cher Vallée de l'Arnon Vallée de la Théols |